# Speisepumpenantriebsturbine

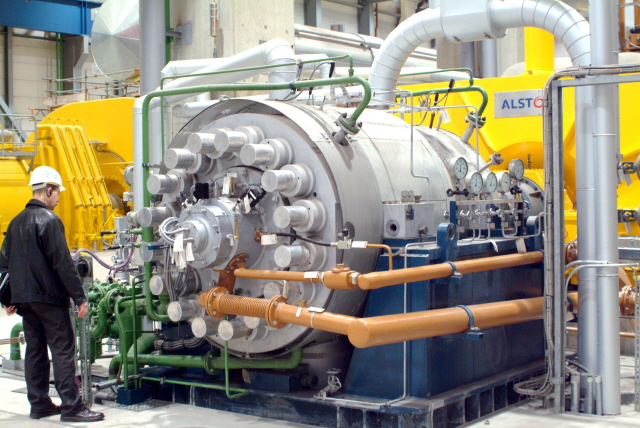
Turbospeisepumpe Kraftwerk Niederaußem Block K mit der SPAT rechts im Hintergrund

Eine Speisepumpenantriebsturbine (Kurzform: SPAT) ist eine (Dampf-)Turbine, die zum Antrieb einer Speisewasserpumpe für einen Dampfkessel dient. Die dazugehörige Speisepumpe wird in diesem Fall auch Turbopumpe genannt.
Der Antrieb der Speisepumpen durch eine Turbine statt durch einen Elektromotor wird vor allem aus zwei Gründen gewählt:
1. Sicherheit: Da der Dampf, der zum Antrieb der Turbine benötigt wird, von demselben Kessel stammt, der wiederum das durch die Pumpe gelieferte Speisewasser bezieht, ist davon auszugehen, dass immer Antriebsenergie zur Verfügung steht, solange der Dampferzeuger noch Wasser als Kühlmittel benötigt. Zusätzlich kann die Dampfversorgung durch Pufferspeicher oder Hilfskessel gestützt werden. So ist ein sicheres Abfahren ohne Überhitzung des Dampferzeugers jederzeit möglich, was insbesondere für nukleare Dampferzeuger unbedingt erforderlich ist. Bei einem E-Motor als Antrieb müsste für den „Schwarzfall“ (Stromausfall) ein Notstrom-System vorgehalten werden, das tendenziell aufwändiger und fehleranfälliger ist. Diese Annahme ist allerdings ein Trugschluss. Da zum Betrieb einer SPAT sehr aufwendige Hilfssysteme benötigt werden (z. B. Ölsysteme, Kondensatpumpen, Kühlwasserpumpen und deren zugehörige Motorarmaturen), ist die Verfügbarkeit und vor allem ein sicherheitsgerichteter Betrieb einer SPAT nur mit deutlichen Abstrichen im Verhältnis zu einer elektrischen Pumpe möglich. Diese Erkenntnis hat gerade im nuklearen Bereiche dazu geführt, dass Turbopumpen zwar als Hauptspeisepumpen eingesetzt werden, im Bereich der Notkühlsysteme aber in Anlagen seit ca. 1980 nahezu nicht mehr eingesetzt werden.
2. Wirtschaftlichkeit: Da die Umwandlung in elektrische Energie als Zwischenstufe umgangen wird und da eingespeister Strom anders vergütet wird als bezogener Eigenbedarf, kann eine SPAT gegenüber einem E-Motor unter Umständen wirtschaftlich vorteilhaft sein.

Den oben genannten Vorteilen stehen aber, da eine SPAT im Aufbau weit komplizierter ist als ein Elektromotor, höhere Investitionskosten, höhere Instandhaltungskosten und eine geringere Verfügbarkeit gegenüber. Auch lohnt sich der Einsatz von Turbinen erst ab einer gewissen Größe, da sehr kleine Turbinen deutlich geringere Wirkungsgrade aufweisen als große. (Die SPAT hat nur ca. 2–3 % der Leistung der Hauptturbine.) Aus diesen Gründen werden SPATs nur für ausgewählte Kessel- und Kraftwerkstypen eingesetzt.
Beim Anfahren eines Dampfkessels mit einer SPAT ist zu bedenken, dass der Kessel in kaltem Zustand noch keinen Dampf für den Antrieb der SPAT liefert. Der Dampf muss daher entweder von einem anderen Kessel (ggf. einem Hilfskessel) bezogen werden oder die Anlage muss mit einer elektrisch angetriebenen Pumpe gestartet werden, die aus dem Netz gespeist wird. Hat der Kessel den nötigen Betriebsdruck aufgebaut, kann auf die SPAT umgelastet werden. 